# معاهدات توريخوس كارتر
معاهدات توريخوس كارتر Torrijos–Carter Treaties (يشار إليه أحيانا باسم معاهدة توريخوس كارتر) هي معاهدتان وقعتا من جانب الولايات المتحدة وجمهورية بنما في واشنطن دي سي، في 7 سبتمبر 1977، واللتان ألغتا معاهدة هاي بونو فاريا عام 1903. ونصت المعاهدتان على أن تحصل بنما على حق إدارة القناة بعد عام 1999، منهية بذلك إدارة أميركا للقناة والتي دامت منذ عام 1903. وسميت المعاهدتان باسم كل من جيمي كارتر الرئيس الأميركي وعمر توريخوس قائد الحرس الوطني في بنما. ورغم أن توريخوس لم يكن رئيسا منتخبا ديمقراطيا من الشعب، وأنه انتزع السلطة في انقلاب عسكري في عام 1968، إلا أن تلك المعاهدتان تحسبان في صالحه حيث عمل على نيل بنما حقوقها المشروعة في أملاكها.